# Shunya Kamiya
Shunya Kamiya (神谷 駿文 Kamiya Shunya?, nacido el 23 de diciembre de 1991 en Takahama, Aichi) es un exfutbolista japonés. Jugaba de centrocampista y su último club fue el FC Kariya de Japón.

## Trayectoria

### Clubes
| Club         | País  | Año         |
| ------------ | ----- | ----------- |
| Fujieda MYFC | Japón | 2014 - 2015 |
| FC Kariya    | Japón | 2016        |

## Estadística de carrera

### J. League
| Club         | Año   | J. League | J. League | Copa J. League | Copa J. League | Total | Total |
| Club         | Año   | Part.     | Goles     | Part.          | Goles          | Part. | Goles |
| ------------ | ----- | --------- | --------- | -------------- | -------------- | ----- | ----- |
| Fujieda MYFC | 2014  | 0         | 0         | -              | -              | 0     | 0     |
| Fujieda MYFC | 2015  | 1         | 0         | -              | -              | 1     | 0     |
| Total        | Total | 1         | 0         | 0              | 0              | 1     | 0     |